# Augustin Miletić
Augustin Miletić (Fojnica, 16. veljače 1763. – 18. srpnja 1831.), hrvatski rimokatolički biskup, franjevac

## Životopis
Fra Augustin Miletić rodio se u Fojnici kao sin jedinac Augustina i Ivanke r. Kulier. U Fojnici stekao osnovno školovanje, u Grazu je završio gimnaziju. U Padovi i Bresciji studira i završava filozofsko-teološki studij. Za iste predmete položio profesorske ispite te jedno desetljeće predaje po filozofsko-teološkim učilištima u Italiji. U Padovi je posvećen za biskupa 12. lipnja 1803. godine, naslovnog biskupa Daulije. Za biskupa ga je posvetio biskup Caorle Giuseppe Maria Peruzzi. Ožujka iste godine postao je Miletić koadjutor apostolskog vikara osmanske Bosne (bosanski vikarijat, Vicariatus Apostolicus Bosniae Othomanae).
U rodne se bosanske krajeve vratio s vlašću delegata Svete Stolice. Godine 1805. delegatski položaj daje mu i Franjevački red. Delegat je za Bosnu, cum plenitudine potestatis (s punim ovlaštenjem). Boravio je u Fojnici u samostanu Duha Svetoga. Preuzeo je skrb za župe fojničkog i kreševskog distrikta, a dopuštenje je dobio od apostolskog vikara. Tih su godina rimokatoličku zajednicu uz sve potresali nesuradnja između biskupa Ilijića i Franjevačke provincije. Fra Lovro Karaula pohvalno se izrazio o Miletićevom umijeću rješavanja sukoba, vođenja posla i čuvanja dostojanstva među posvađenima.
Apostolski vikar osmanske Bosne postao je poslije 1. ožujka 1813., kad je umro prethodnik Ilijić. Na dužnost je stupio u nemirnim vremenima. Na istoku Prvi srpski ustanak, na zapadu Napoleonovi ratovi, u samoj Bosni muslimani se odupiru sultanovim reformama iz Carigrada, a bosanski veziri borbe vode protiv mostarskih prvaka. Česte su bile pljačke i nasilja. Pored političkih teških okolnosti, Bosnu su pogađale epidemije, poput kuge (1814. – 1817.) koja je prosječno po župi odnosila 850 osoba i uz sve to glad, zbog čega se prepolovio broj katolika. Uz domaće nevolje, Bosnu je preplavio val imigranata. Bili su to izbjeglice iz susjednih hrvatskih krajeva, kako je zapisao, "Dubrovčani, Dalmatinci, Hrvati, Ličani, Slavonci", ali i Madžari i drugi susjedi. U izvješću za Rim veli da su svi "sa sobom donijeli svakovrsne mane i užasne psovke pa među ovaj sirovi narod šire bezvjerstvo" a da to štite turski velikaši, kojima nije stalo ni do čega drugog nego samo napučiti svoje zemlje i povećati zemaljske prihode. Za sve to vjerski se život obavljao u oskudnim sakralnim prostorima. Bogoslužja su se vršila ili u bijednima župnim kolibama podignutim najvećim dijelom na zemljištu muslimana veleposjednika ili ako je bilo izvan naselja, onda na otvorenom, po svim vremenskim nepogodama.
Živio je skromno, a vjerski život domišljato organizirao. U toplom dijelu godine obilazio je vjernike, a u hladnom dijelu godine boravio u samostanu u Fojnici, odakle je uglednicima izvan Bosne pisao dopise te svojim župnicima u Bosni. Strogim samostanskim životom pomagao je u duhovnom radu osoblju samostana.
Prepoznajući teška politička vremena, puku i svećenstvo savjetovao je neutralnost, jer opredjeljivanje bilo za koju stranu značilo je zlu kob. Prepoznao je da se zbog teških elementarnih nepogoda ne smije tvrdo ostajati na vjerskim stajalištima, jer bi to ugrozilo elementarne biološke funkcije vjernika, pa je zbog zaredalih gladi i oskudice, zamolio Svetu Stolicu neka u cijelom Vikarijatu dokine obvezu posta tijekom godinu dana, a svećenicima i vjernicima preporučio da umjesto posta čine dobra djela, osobito dijeliti milostinju siromasima. Radi saniranja posljedica kuge i gladi 1815. godine, Miletić i franjevci neštedimice su dijelili, mnogi su isprodavali i zemlje i odjeću sa sebe radi pomoći najsiromašnijima. Od Svete Stolice molio je oprost od zavjeta, koji su bosanskohercegovački katolici položili, a sastojao se od čuvanja od smoka bijeloga u petke i subote preko sve godine. Zavjet su položili iz zahvalnosti Bogu što nisu prešli na islam i što ih je sačuvao u katoličkoj vjeri. Miletić je oporučno odredio da četvrtinu milostinje namijenjene njegovoj porabi da se pohrani u kasu ubogih i da to bude za odijelo i okrepu Isusovih siromaha, sirota udovica i dostojnu nagradu nevoljnih djevojaka, za bolesnike, tamničare i prosjake, tako da svatko tko je došao samostanu u Fojnicu, da nije žalostan i prazan otpušten.
Praktično je razmišljao o školovanju klera. Pobrinuo se da se što više domaćih klerika pošalje na filozofsko-teološki studij po Italiji i Mađarskoj, i da po odredbi Kongregacije za širenje vjere da se svi odmah po završetku studija vrate u BiH. Misleći na domaće đake, odredio je da ih se poštedi teških i neprikladnih poslova da bi imali vremena za učenje.
Pisanim djelima zadužio je bosanske katoličke Hrvate. Nauk krstjanski doživio je četiri izdanja. Početak pismenstva je sročen da se uz malu usmenu uputu moglo naučiti čitati pa je i samo jedan pismeni čovjek mogao po selima prenositi mnogim drugima sadržaj knjige čime je djelokrug knjige daleko nadilazio broj primjeraka. Za svoje svećenike napisao je priručnu knjigu "Naredbe i uprave". Tako je postao pisac prve latinske abecedarke i jedan od prvih boraca protiv nepismenosti u BiH. Prvo izdanje bilo je naslova Početak slovstva, a izdano u Splitu 1815. godine. Kasnija izdanja imala su odvojeni silabarij (bukvar) i najobičnije molitve. U Rimu je tiskao katekizam pod nazivom Istomačenje stvari potribitii nauka krstjanskog za uvižbavanje dice, i čeljadi priprostite u daržavi bosanskoj, i izašao u tri izdanja, nazivanim ga knjige Biskupovače.
Velikom pozornošću iskorjenjivao je psovke, samodošlosti i vjersko neznanje među bosanskim pukom te je širio pučke pobožnosti.  Mladim je svećenicima govorio je: "Rano ustaj, pazi starce, čuvaj se žena i ne plaši djecu."
Umro je 1831. i pokopan je na seoskom groblju u Rapovinama kraj Livna. Vjernici su ga toliko poštivali da su mu s groba uzimali zemlju, dijelove nadgrobnog spomenika i ploče, te nosili kućama, a na grob dovodili bolesnike i to ne samo katolici nego i inovjerci. 1881. su posmrtni ostatci preneseni s groblja u samostansku crkvu na Gorici u Livnu. Godine 1925. premješten je u lijepo urađeni sarkofag u samostanskoj crkvi na Gorici pod korom.

## Vanjske poveznice
- Franjevačka provincija Bosna Srebrena  Arhivirana inačica izvorne stranice od 21. studenoga 2016. (Wayback Machine) Fra Augustin Miletić (1763. – 1831.), Fra Ignacije Gavran: Putovi i putokazi, Sarajevo 1988, str. 41-44